# Nová Ves nad Nisou
Nová Ves nad Nisou là một làng thuộc huyện Jablonec nad Nisou, vùng Liberecký, Cộng hòa Séc.